# Lista över fornlämningar i Kristinehamns kommun
Lista över fornlämningar i Kristinehamns kommun är en förteckning av ett urval av de fornlämningar som finns i Kristinehamns kommun.

## Kristinehamn
| Namn                                     | Lämningstyp      | Tillkomsttid | Historisk indelning    | Plats    | Läge                 | ID-nr          | Bild                                      |
| ---------------------------------------- | ---------------- | ------------ | ---------------------- | -------- | -------------------- | -------------- | ----------------------------------------- |
| Kristinehamn 1:2                         | Minnesmärke      |              | Kristinehamn, Värmland |          | 59.354313, 14.037396 | 10215500010002 | Ladda upp en till bild av detta fornminne |
| Gustafsviks kyrkogård (Kristinehamn 3:1) | Begravningsplats |              | Kristinehamn, Värmland |          | 59.348462, 14.061298 | 10215500030001 | Ladda upp en till bild av detta fornminne |
| Kristinehamn 4:1                         | Gravfält         |              | Kristinehamn, Värmland |          | 59.349508, 14.059119 | 10215500040001 | Ladda upp en bild av detta fornminne      |
| Kristinehamn 10:1                        | Röse             |              | Kristinehamn, Värmland |          | 59.306089, 14.087660 | 10215500100001 | Ladda upp en bild av detta fornminne      |
| Järsbergsstenen/Vr 1 (Kristinehamn 12:1) | Runristning      | 500-talet    | Kristinehamn, Värmland | Järsberg | 59.285397, 14.135701 | 10215500120001 | Ladda upp en till bild av detta fornminne |
| Kristinehamn 14:1                        | Stensättning     |              | Kristinehamn, Värmland |          | 59.275440, 14.148306 | 10215500140001 | Ladda upp en bild av detta fornminne      |
| Kristinehamn 15:1                        | Röse             |              | Kristinehamn, Värmland |          | 59.277060, 14.146438 | 10215500150001 | Ladda upp en bild av detta fornminne      |
| Kristinehamn 15:2                        | Röse             |              | Kristinehamn, Värmland |          | 59.276838, 14.146677 | 10215500150002 | Ladda upp en bild av detta fornminne      |
| Kristinehamn 15:3                        | Stensättning     |              | Kristinehamn, Värmland |          | 59.276759, 14.146768 | 10215500150003 | Ladda upp en bild av detta fornminne      |
| Kristinehamn 16:1                        | Gravfält         |              | Kristinehamn, Värmland |          | 59.273874, 14.054057 | 10215500160001 | Ladda upp en bild av detta fornminne      |
| Kristinehamn 17:1                        | Röse             |              | Kristinehamn, Värmland |          | 59.272092, 14.053746 | 10215500170001 | Ladda upp en bild av detta fornminne      |
| Kristinehamn 17:2                        | Stensättning     |              | Kristinehamn, Värmland |          | 59.272235, 14.053686 | 10215500170002 | Ladda upp en bild av detta fornminne      |
| Kristinehamn 18:1                        | Begravningsplats |              | Kristinehamn, Värmland |          | 59.297588, 14.102513 | 10215500180001 | Ladda upp en bild av detta fornminne      |
| Kolerakyrkogården (Kristinehamn 19:1)    | Begravningsplats |              | Kristinehamn, Värmland |          | 59.296712, 14.099884 | 10215500190001 | Ladda upp en till bild av detta fornminne |
| Kristinehamn 20:1                        | Röse             |              | Kristinehamn, Värmland |          | 59.245738, 14.067665 | 10215500200001 | Ladda upp en bild av detta fornminne      |
| Kristinehamn 20:2                        | Stensättning     |              | Kristinehamn, Värmland |          | 59.245358, 14.067492 | 10215500200002 | Ladda upp en bild av detta fornminne      |
| Kristinehamn 20:3                        | Stensättning     |              | Kristinehamn, Värmland |          | 59.244753, 14.067190 | 10215500200003 | Ladda upp en bild av detta fornminne      |
| Kristinehamn 29:1                        | Stensättning     |              | Kristinehamn, Värmland |          | 59.270310, 14.185774 | 10215500290001 | Ladda upp en bild av detta fornminne      |
| Kristinehamn 29:2                        | Stensättning     |              | Kristinehamn, Värmland |          | 59.270209, 14.185603 | 10215500290002 | Ladda upp en bild av detta fornminne      |
| Kristinehamn 29:3                        | Stensättning     |              | Kristinehamn, Värmland |          | 59.270103, 14.185766 | 10215500290003 | Ladda upp en bild av detta fornminne      |
| Kristinehamn 30:1                        | Röse             |              | Kristinehamn, Värmland |          | 59.227260, 14.078451 | 10215500300001 | Ladda upp en bild av detta fornminne      |
| Kristinehamn 30:2                        | Röse             |              | Kristinehamn, Värmland |          | 59.227654, 14.078396 | 10215500300002 | Ladda upp en bild av detta fornminne      |
| Kristinehamn 30:3                        | Stensättning     |              | Kristinehamn, Värmland |          | 59.226887, 14.078802 | 10215500300003 | Ladda upp en bild av detta fornminne      |
| Kristinehamn 30:4                        | Stensättning     |              | Kristinehamn, Värmland |          | 59.227330, 14.078324 | 10215500300004 | Ladda upp en bild av detta fornminne      |
| Kristinehamn 31:1                        | Röse             |              | Kristinehamn, Värmland |          | 59.237442, 14.114017 | 10215500310001 | Ladda upp en bild av detta fornminne      |
| Kristinehamn 33:1                        | Stensättning     |              | Kristinehamn, Värmland |          | 59.282424, 14.134133 | 10215500330001 | Ladda upp en bild av detta fornminne      |
| Kristinehamn 45:1                        | Stensättning     |              | Kristinehamn, Värmland |          | 59.230813, 14.114520 | 10215500450001 | Ladda upp en bild av detta fornminne      |
| Kristinehamn 46:1                        | Stensättning     |              | Kristinehamn, Värmland |          | 59.236024, 14.113421 | 10215500460001 | Ladda upp en bild av detta fornminne      |
| Kristinehamn 47:1                        | Stensättning     |              | Kristinehamn, Värmland |          | 59.235037, 14.117570 | 10215500470001 | Ladda upp en bild av detta fornminne      |
| Kristinehamn 47:2                        | Stensättning     |              | Kristinehamn, Värmland |          | 59.234994, 14.117047 | 10215500470002 | Ladda upp en bild av detta fornminne      |
| Kristinehamn 53:1                        | Fornborg         |              | Kristinehamn, Värmland |          | 59.356691, 14.075595 | 10215500530001 | Ladda upp en bild av detta fornminne      |
| Kristinehamn 55:1                        | Begravningsplats |              | Kristinehamn, Värmland |          | 59.350716, 14.060189 | 10215500550001 | Ladda upp en bild av detta fornminne      |
| Kristinehamn 62:1                        | Stensättning     |              | Kristinehamn, Värmland |          | 59.336551, 14.037212 | 10215500620001 | Ladda upp en bild av detta fornminne      |
| Kristinehamn 69:1                        | Stensättning     |              | Kristinehamn, Värmland |          | 59.272221, 14.151461 | 10215500690001 | Ladda upp en bild av detta fornminne      |
| Kristinehamn 69:3                        | Stensättning     |              | Kristinehamn, Värmland |          | 59.271874, 14.151724 | 10215500690003 | Ladda upp en bild av detta fornminne      |
| Kristinehamn 70:1                        | Stensättning     |              | Kristinehamn, Värmland |          | 59.272555, 14.150182 | 10215500700001 | Ladda upp en bild av detta fornminne      |
| Kristinehamn 89:1                        | Stensättning     |              | Kristinehamn, Värmland |          | 59.280380, 14.141399 | 10215500890001 | Ladda upp en bild av detta fornminne      |
| Kristinehamn 91:1                        | Gravfält         |              | Kristinehamn, Värmland |          | 59.282237, 14.133354 | 10215500910001 | Ladda upp en bild av detta fornminne      |
| Kristinehamn 96:1                        | Röse             |              | Kristinehamn, Värmland |          | 59.230008, 14.064384 | 10215500960001 | Ladda upp en bild av detta fornminne      |
| Kristinehamn 96:2                        | Stensättning     |              | Kristinehamn, Värmland |          | 59.230101, 14.064572 | 10215500960002 | Ladda upp en bild av detta fornminne      |
| Kristinehamn 96:3                        | Stensättning     |              | Kristinehamn, Värmland |          | 59.230150, 14.064236 | 10215500960003 | Ladda upp en bild av detta fornminne      |
| Kristinehamn 102:1                       | Stensättning     |              | Kristinehamn, Värmland |          | 59.269456, 14.185007 | 10215501020001 | Ladda upp en bild av detta fornminne      |

## Rudskoga
| Namn                     | Lämningstyp  | Tillkomsttid | Historisk indelning | Plats | Läge                 | ID-nr          | Bild                                 |
| ------------------------ | ------------ | ------------ | ------------------- | ----- | -------------------- | -------------- | ------------------------------------ |
| Rudskoga 7:1             | Stenkrets    |              | Rudskoga, Värmland  |       | 59.076522, 14.319603 | 10217600070001 | Ladda upp en bild av detta fornminne |
| Rudskoga 7:2             | Stenkrets    |              | Rudskoga, Värmland  |       | 59.076756, 14.319645 | 10217600070002 | Ladda upp en bild av detta fornminne |
| Rudskoga 8:1             | Hög          |              | Rudskoga, Värmland  |       | 59.079542, 14.336277 | 10217600080001 | Ladda upp en bild av detta fornminne |
| Rudskoga 10:1            | Stensättning |              | Rudskoga, Värmland  |       | 59.066918, 14.280298 | 10217600100001 | Ladda upp en bild av detta fornminne |
| Rudskoga 12:1            | Röse         |              | Rudskoga, Värmland  |       | 59.065006, 14.281080 | 10217600120001 | Ladda upp en bild av detta fornminne |
| Rudskoga 13:1            | Stensättning |              | Rudskoga, Värmland  |       | 59.055491, 14.225888 | 10217600130001 | Ladda upp en bild av detta fornminne |
| Rudskoga 14:1            | Röse         |              | Rudskoga, Värmland  |       | 59.059155, 14.238023 | 10217600140001 | Ladda upp en bild av detta fornminne |
| Rudskoga 18:1            | Stenkrets    |              | Rudskoga, Värmland  |       | 59.064905, 14.196106 | 10217600180001 | Ladda upp en bild av detta fornminne |
| Rudskoga 27:1            | Stensättning |              | Rudskoga, Värmland  |       | 59.069102, 14.275929 | 10217600270001 | Ladda upp en bild av detta fornminne |
| Rudskoga 27:2            | Stensättning |              | Rudskoga, Värmland  |       | 59.069070, 14.275530 | 10217600270002 | Ladda upp en bild av detta fornminne |
| Eriksbol (Rudskoga 42:1) | Stensättning |              | Rudskoga, Värmland  |       | 59.059923, 14.212585 | 10217600420001 | Ladda upp en bild av detta fornminne |
| Rudskoga 50:1            | Stensättning |              | Rudskoga, Värmland  |       | 59.061487, 14.297318 | 10217600500001 | Ladda upp en bild av detta fornminne |
| Rudskoga 61:1            | Stensättning |              | Rudskoga, Värmland  |       | 59.043131, 14.246868 | 10217600610001 | Ladda upp en bild av detta fornminne |
| Rudskoga 62:1            | Stensättning |              | Rudskoga, Värmland  |       | 59.042001, 14.248141 | 10217600620001 | Ladda upp en bild av detta fornminne |
| Rudskoga 68:1            | Stensättning |              | Rudskoga, Värmland  |       | 59.036490, 14.246478 | 10217600680001 | Ladda upp en bild av detta fornminne |
| Rudskoga 89:1            | Stensättning |              | Rudskoga, Värmland  |       | 59.075716, 14.229209 | 10217600890001 | Ladda upp en bild av detta fornminne |
| Rudskoga 89:2            | Stensättning |              | Rudskoga, Värmland  |       | 59.075818, 14.229483 | 10217600890002 | Ladda upp en bild av detta fornminne |
| Rudskoga 89:3            | Stensättning |              | Rudskoga, Värmland  |       | 59.075859, 14.229097 | 10217600890003 | Ladda upp en bild av detta fornminne |
| Rudskoga 99:1            | Fornborg     |              | Rudskoga, Värmland  |       | 59.099824, 14.230803 | 10217600990001 | Ladda upp en bild av detta fornminne |
| Rudskoga 118:1           | Stensättning |              | Rudskoga, Värmland  |       | 59.081106, 14.232415 | 10217601180001 | Ladda upp en bild av detta fornminne |
| Rudskoga 140:1           | Stensättning |              | Rudskoga, Värmland  |       | 59.070119, 14.271894 | 10217601400001 | Ladda upp en bild av detta fornminne |
| Rudskoga 143:1           | Stensättning |              | Rudskoga, Värmland  |       | 59.075808, 14.260187 | 10217601430001 | Ladda upp en bild av detta fornminne |
| Rudskoga 146:1           | Hällristning |              | Rudskoga, Värmland  |       | 59.055682, 14.211044 | 10217601460001 | Ladda upp en bild av detta fornminne |

## Visnum
| Namn                       | Lämningstyp             | Tillkomsttid | Historisk indelning | Plats | Läge                 | ID-nr          | Bild                                      |
| -------------------------- | ----------------------- | ------------ | ------------------- | ----- | -------------------- | -------------- | ----------------------------------------- |
| Visnum 6:1                 | Stensättning            |              | Visnum, Värmland    |       | 59.102229, 14.131016 | 10219600060001 | Ladda upp en bild av detta fornminne      |
| Visnum 6:2                 | Stensättning            |              | Visnum, Värmland    |       | 59.102288, 14.130716 | 10219600060002 | Ladda upp en bild av detta fornminne      |
| Visnum 6:3                 | Stensättning            |              | Visnum, Värmland    |       | 59.102330, 14.130470 | 10219600060003 | Ladda upp en bild av detta fornminne      |
| Kullarna (Visnum 7:1)      | Gravfält                |              | Visnum, Värmland    |       | 59.089988, 14.133081 | 10219600070001 | Ladda upp en bild av detta fornminne      |
| Visnum 10:1                | Hög                     |              | Visnum, Värmland    |       | 59.089730, 14.132305 | 10219600100001 | Ladda upp en bild av detta fornminne      |
| Visnum 10:2                | Hög                     |              | Visnum, Värmland    |       | 59.089647, 14.132170 | 10219600100002 | Ladda upp en bild av detta fornminne      |
| Visnum 10:3                | Hög                     |              | Visnum, Värmland    |       | 59.089583, 14.132051 | 10219600100003 | Ladda upp en bild av detta fornminne      |
| Visnum 10:4                | Stensättning            |              | Visnum, Värmland    |       | 59.089482, 14.131916 | 10219600100004 | Ladda upp en bild av detta fornminne      |
| Kummelholmen (Visnum 11:1) | Gravfält                |              | Visnum, Värmland    |       | 59.081281, 14.138949 | 10219600110001 | Ladda upp en bild av detta fornminne      |
| Visnum 12:1                | Röse                    |              | Visnum, Värmland    |       | 59.100534, 14.105634 | 10219600120001 | Ladda upp en bild av detta fornminne      |
| Visnum 12:2                | Stensättning            |              | Visnum, Värmland    |       | 59.100320, 14.105715 | 10219600120002 | Ladda upp en bild av detta fornminne      |
| Visnum 12:3                | Stensättning            |              | Visnum, Värmland    |       | 59.100207, 14.105982 | 10219600120003 | Ladda upp en bild av detta fornminne      |
| Visnum 17:1                | Gravfält                |              | Visnum, Värmland    |       | 59.108659, 14.171409 | 10219600170001 | Ladda upp en till bild av detta fornminne |
| Visnum 18:1                | Gravfält                |              | Visnum, Värmland    |       | 59.112689, 14.174460 | 10219600180001 | Ladda upp en till bild av detta fornminne |
| Västerås (Visnum 19:101)   | Gravfält                |              | Visnum, Värmland    |       | 59.118185, 14.173278 | 10219600190101 | Ladda upp en till bild av detta fornminne |
| Västerås (Visnum 19:201)   | Gravfält                |              | Visnum, Värmland    |       | 59.117533, 14.173374 | 10219600190201 | Ladda upp en till bild av detta fornminne |
| Visnum 21:1                | Gravfält                |              | Visnum, Värmland    |       | 59.105935, 14.131605 | 10219600210001 | Ladda upp en bild av detta fornminne      |
| Barbrohöjden (Visnum 27:1) | Gravfält                |              | Visnum, Värmland    |       | 59.122977, 14.175221 | 10219600270001 | Ladda upp en bild av detta fornminne      |
| Visnum 28:1                | Stensättning            |              | Visnum, Värmland    |       | 59.136681, 14.181187 | 10219600280001 | Ladda upp en bild av detta fornminne      |
| Visnum 28:2                | Stensättning            |              | Visnum, Värmland    |       | 59.136536, 14.181055 | 10219600280002 | Ladda upp en bild av detta fornminne      |
| Visnum 32:1                | Kyrka/kapell            |              | Visnum, Värmland    |       | 59.126580, 14.177080 | 10219600320001 | Ladda upp en till bild av detta fornminne |
| Visnum 32:3                | Kyrka/kapell            |              | Visnum, Värmland    |       | 59.126585, 14.177072 | 10219600320003 | Ladda upp en bild av detta fornminne      |
| Visnum 33:1                | Stensättning            |              | Visnum, Värmland    |       | 59.106375, 14.125082 | 10219600330001 | Ladda upp en bild av detta fornminne      |
| Visnum 33:2                | Stensättning            |              | Visnum, Värmland    |       | 59.106500, 14.125256 | 10219600330002 | Ladda upp en bild av detta fornminne      |
| Visnum 33:3                | Stensättning            |              | Visnum, Värmland    |       | 59.106601, 14.125373 | 10219600330003 | Ladda upp en bild av detta fornminne      |
| Visnum 40:1                | Röse                    |              | Visnum, Värmland    |       | 59.202823, 14.067221 | 10219600400001 | Ladda upp en bild av detta fornminne      |
| Visnum 40:2                | Stensättning            |              | Visnum, Värmland    |       | 59.202691, 14.067403 | 10219600400002 | Ladda upp en bild av detta fornminne      |
| Visnum 43:1                | Stensättning            |              | Visnum, Värmland    |       | 59.203678, 14.119188 | 10219600430001 | Ladda upp en bild av detta fornminne      |
| Visnum 62:1                | Gravfält                |              | Visnum, Värmland    |       | 59.095045, 14.153368 | 10219600620001 | Ladda upp en bild av detta fornminne      |
| Visnum 63:1                | Röse                    |              | Visnum, Värmland    |       | 59.111299, 14.146951 | 10219600630001 | Ladda upp en bild av detta fornminne      |
| Visnum 63:2                | Stensättning            |              | Visnum, Värmland    |       | 59.111364, 14.147112 | 10219600630002 | Ladda upp en bild av detta fornminne      |
| Visnum 63:3                | Stensättning            |              | Visnum, Värmland    |       | 59.111373, 14.146701 | 10219600630003 | Ladda upp en bild av detta fornminne      |
| Visnum 65:1                | Stenkrets               |              | Visnum, Värmland    |       | 59.103370, 14.136650 | 10219600650001 | Ladda upp en bild av detta fornminne      |
| Visnum 89:1                | Stensättning            |              | Visnum, Värmland    |       | 59.183606, 14.113319 | 10219600890001 | Ladda upp en bild av detta fornminne      |
| Visnum 89:2                | Stensättning            |              | Visnum, Värmland    |       | 59.183393, 14.113504 | 10219600890002 | Ladda upp en bild av detta fornminne      |
| Visnum 95:1                | Stensättning            |              | Visnum, Värmland    |       | 59.198941, 14.120892 | 10219600950001 | Ladda upp en bild av detta fornminne      |
| Visnum 100:1               | Stensättning            |              | Visnum, Värmland    |       | 59.196699, 14.089130 | 10219601000001 | Ladda upp en bild av detta fornminne      |
| Visnum 100:2               | Stensättning            |              | Visnum, Värmland    |       | 59.196784, 14.088948 | 10219601000002 | Ladda upp en bild av detta fornminne      |
| Visnum 100:3               | Stensättning            |              | Visnum, Värmland    |       | 59.196753, 14.088701 | 10219601000003 | Ladda upp en bild av detta fornminne      |
| Visnum 103:1               | Stensättning            |              | Visnum, Värmland    |       | 59.191785, 14.081152 | 10219601030001 | Ladda upp en bild av detta fornminne      |
| Visnum 104:1               | Stensättning            |              | Visnum, Värmland    |       | 59.186920, 14.096165 | 10219601040001 | Ladda upp en bild av detta fornminne      |
| Visnum 104:2               | Stensättning            |              | Visnum, Värmland    |       | 59.187081, 14.096157 | 10219601040002 | Ladda upp en bild av detta fornminne      |
| Visnum 104:3               | Stensättning            |              | Visnum, Värmland    |       | 59.186978, 14.095864 | 10219601040003 | Ladda upp en bild av detta fornminne      |
| Fågelåsen (Visnum 123:1)   | Husgrund, historisk tid |              | Visnum, Värmland    |       | 59.182869, 14.282637 | 10219601230001 | Ladda upp en bild av detta fornminne      |
| Gräsåsen (Visnum 124:1)    | Husgrund, historisk tid |              | Visnum, Värmland    |       | 59.173092, 14.287243 | 10219601240001 | Ladda upp en bild av detta fornminne      |
| Dälvenäs (Visnum 126:1)    | Husgrund, historisk tid |              | Visnum, Värmland    |       | 59.147825, 14.290258 | 10219601260001 | Ladda upp en bild av detta fornminne      |

## Visnums-Kil
| Namn             | Lämningstyp  | Tillkomsttid | Historisk indelning   | Plats | Läge                 | ID-nr          | Bild                                 |
| ---------------- | ------------ | ------------ | --------------------- | ----- | -------------------- | -------------- | ------------------------------------ |
| Visnums-Kil 1:1  | Gravfält     |              | Visnums-Kil, Värmland |       | 59.117578, 14.049721 | 10219700010001 | Ladda upp en bild av detta fornminne |
| Visnums-Kil 4:1  | Stensättning |              | Visnums-Kil, Värmland |       | 59.116815, 14.052649 | 10219700040001 | Ladda upp en bild av detta fornminne |
| Visnums-Kil 5:3  | Hög          |              | Visnums-Kil, Värmland |       | 59.117621, 14.053247 | 10219700050003 | Ladda upp en bild av detta fornminne |
| Visnums-Kil 5:6  | Hög          |              | Visnums-Kil, Värmland |       | 59.117240, 14.052665 | 10219700050006 | Ladda upp en bild av detta fornminne |
| Visnums-Kil 7:1  | Hög          |              | Visnums-Kil, Värmland |       | 59.121010, 14.080065 | 10219700070001 | Ladda upp en bild av detta fornminne |
| Visnums-Kil 7:2  | Hög          |              | Visnums-Kil, Värmland |       | 59.120767, 14.080043 | 10219700070002 | Ladda upp en bild av detta fornminne |
| Visnums-Kil 10:1 | Gravfält     |              | Visnums-Kil, Värmland |       | 59.110608, 14.068420 | 10219700100001 | Ladda upp en bild av detta fornminne |
| Visnums-Kil 11:1 | Gravfält     |              | Visnums-Kil, Värmland |       | 59.112962, 14.048399 | 10219700110001 | Ladda upp en bild av detta fornminne |
| Visnums-Kil 14:1 | Stensättning |              | Visnums-Kil, Värmland |       | 59.112651, 14.049250 | 10219700140001 | Ladda upp en bild av detta fornminne |
| Visnums-Kil 14:2 | Hög          |              | Visnums-Kil, Värmland |       | 59.112601, 14.049497 | 10219700140002 | Ladda upp en bild av detta fornminne |
| Visnums-Kil 14:3 | Stensättning |              | Visnums-Kil, Värmland |       | 59.112420, 14.049454 | 10219700140003 | Ladda upp en bild av detta fornminne |
| Visnums-Kil 14:4 | Stensättning |              | Visnums-Kil, Värmland |       | 59.112346, 14.049301 | 10219700140004 | Ladda upp en bild av detta fornminne |
| Visnums-Kil 14:5 | Hög          |              | Visnums-Kil, Värmland |       | 59.112391, 14.049944 | 10219700140005 | Ladda upp en bild av detta fornminne |
| Visnums-Kil 18:1 | Stensättning |              | Visnums-Kil, Värmland |       | 59.100063, 14.012061 | 10219700180001 | Ladda upp en bild av detta fornminne |
| Visnums-Kil 22:1 | Röse         |              | Visnums-Kil, Värmland |       | 59.146233, 14.101271 | 10219700220001 | Ladda upp en bild av detta fornminne |
| Visnums-Kil 23:1 | Stensättning |              | Visnums-Kil, Värmland |       | 59.106323, 13.987358 | 10219700230001 | Ladda upp en bild av detta fornminne |
| Visnums-Kil 23:2 | Stensättning |              | Visnums-Kil, Värmland |       | 59.106168, 13.987174 | 10219700230002 | Ladda upp en bild av detta fornminne |
| Visnums-Kil 39:1 | Gravfält     |              | Visnums-Kil, Värmland |       | 59.145198, 14.094353 | 10219700390001 | Ladda upp en bild av detta fornminne |
| Visnums-Kil 47:1 | Minnesmärke  |              | Visnums-Kil, Värmland |       | 59.106606, 14.069827 | 10219700470001 | Ladda upp en bild av detta fornminne |
| Visnums-Kil 50:1 | Stensättning |              | Visnums-Kil, Värmland |       | 59.135877, 14.012243 | 10219700500001 | Ladda upp en bild av detta fornminne |
| Visnums-Kil 58:1 | Stensättning |              | Visnums-Kil, Värmland |       | 59.120502, 14.010690 | 10219700580001 | Ladda upp en bild av detta fornminne |
| Visnums-Kil 64:1 | Stensättning |              | Visnums-Kil, Värmland |       | 59.148621, 14.089634 | 10219700640001 | Ladda upp en bild av detta fornminne |
| Visnums-Kil 64:2 | Stensättning |              | Visnums-Kil, Värmland |       | 59.148439, 14.089486 | 10219700640002 | Ladda upp en bild av detta fornminne |
| Visnums-Kil 64:3 | Stensättning |              | Visnums-Kil, Värmland |       | 59.148388, 14.089698 | 10219700640003 | Ladda upp en bild av detta fornminne |
| Visnums-Kil 64:4 | Stensättning |              | Visnums-Kil, Värmland |       | 59.148035, 14.089506 | 10219700640004 | Ladda upp en bild av detta fornminne |
| Visnums-Kil 144  | Stensättning |              | Visnums-Kil, Värmland |       | 59.110131, 14.058252 | 12000000064558 | Ladda upp en bild av detta fornminne |

## Ölme
| Namn                        | Lämningstyp                      | Tillkomsttid | Historisk indelning | Plats | Läge                 | ID-nr          | Bild                                 |
| --------------------------- | -------------------------------- | ------------ | ------------------- | ----- | -------------------- | -------------- | ------------------------------------ |
| Ölme 4:1                    | Gravfält                         |              | Ölme, Värmland      |       | 59.353773, 13.942484 | 10220700040001 | Ladda upp en bild av detta fornminne |
| Halmstacksbacken (Ölme 5:1) | Gravfält                         |              | Ölme, Värmland      |       | 59.366105, 13.942476 | 10220700050001 | Ladda upp en bild av detta fornminne |
| Ölme 7:1                    | Stensättning                     |              | Ölme, Värmland      |       | 59.400270, 13.933837 | 10220700070001 | Ladda upp en bild av detta fornminne |
| Ölme 8:1                    | Stensättning                     |              | Ölme, Värmland      |       | 59.400481, 13.932276 | 10220700080001 | Ladda upp en bild av detta fornminne |
| Ölme 8:2                    | Stensättning                     |              | Ölme, Värmland      |       | 59.400519, 13.931781 | 10220700080002 | Ladda upp en bild av detta fornminne |
| Ölme 8:3                    | Stensättning                     |              | Ölme, Värmland      |       | 59.400483, 13.931167 | 10220700080003 | Ladda upp en bild av detta fornminne |
| Ölme 10:1                   | Stensättning                     |              | Ölme, Värmland      |       | 59.402114, 13.946608 | 10220700100001 | Ladda upp en bild av detta fornminne |
| Ölme 11:1                   | Stensättning                     |              | Ölme, Värmland      |       | 59.404874, 13.929938 | 10220700110001 | Ladda upp en bild av detta fornminne |
| Ölme 11:2                   | Stensättning                     |              | Ölme, Värmland      |       | 59.404895, 13.929479 | 10220700110002 | Ladda upp en bild av detta fornminne |
| Ölme 11:3                   | Stensättning                     |              | Ölme, Värmland      |       | 59.404940, 13.930128 | 10220700110003 | Ladda upp en bild av detta fornminne |
| Ölme 12:1                   | Gravfält                         |              | Ölme, Värmland      |       | 59.399894, 13.938127 | 10220700120001 | Ladda upp en bild av detta fornminne |
| Ölme 14:1                   | Stensättning                     |              | Ölme, Värmland      |       | 59.415055, 13.948047 | 10220700140001 | Ladda upp en bild av detta fornminne |
| Ölme 16:1                   | Röse                             |              | Ölme, Värmland      |       | 59.427362, 13.974545 | 10220700160001 | Ladda upp en bild av detta fornminne |
| Ölme 18:1                   | Stensättning                     |              | Ölme, Värmland      |       | 59.375114, 13.927131 | 10220700180001 | Ladda upp en bild av detta fornminne |
| Ölme 19:1                   | Röse                             |              | Ölme, Värmland      |       | 59.440466, 14.030107 | 10220700190001 | Ladda upp en bild av detta fornminne |
| Ölme 19:2                   | Röse                             |              | Ölme, Värmland      |       | 59.440444, 14.029808 | 10220700190002 | Ladda upp en bild av detta fornminne |
| Ölme 19:3                   | Stensättning                     |              | Ölme, Värmland      |       | 59.440357, 14.029972 | 10220700190003 | Ladda upp en bild av detta fornminne |
| Ölme 22:1                   | Röse                             |              | Ölme, Värmland      |       | 59.408107, 13.984479 | 10220700220001 | Ladda upp en bild av detta fornminne |
| Ölme 26:1                   | Stensättning                     |              | Ölme, Värmland      |       | 59.386338, 13.998971 | 10220700260001 | Ladda upp en bild av detta fornminne |
| Ölme 26:2                   | Stensättning                     |              | Ölme, Värmland      |       | 59.386368, 13.999198 | 10220700260002 | Ladda upp en bild av detta fornminne |
| Ölme 26:3                   | Stensättning                     |              | Ölme, Värmland      |       | 59.386426, 13.999459 | 10220700260003 | Ladda upp en bild av detta fornminne |
| Ölme 27:1                   | Stensättning                     |              | Ölme, Värmland      |       | 59.386820, 13.997432 | 10220700270001 | Ladda upp en bild av detta fornminne |
| Ölme 27:2                   | Stensättning                     |              | Ölme, Värmland      |       | 59.386789, 13.997803 | 10220700270002 | Ladda upp en bild av detta fornminne |
| Ölme 27:3                   | Stensättning                     |              | Ölme, Värmland      |       | 59.386490, 13.996974 | 10220700270003 | Ladda upp en bild av detta fornminne |
| Ölme 28:1                   | Stensättning                     |              | Ölme, Värmland      |       | 59.391196, 14.001564 | 10220700280001 | Ladda upp en bild av detta fornminne |
| Ölme 29:1                   | Gravfält                         |              | Ölme, Värmland      |       | 59.385372, 14.009421 | 10220700290001 | Ladda upp en bild av detta fornminne |
| Ölme 30:1                   | Röse                             |              | Ölme, Värmland      |       | 59.333154, 13.933227 | 10220700300001 | Ladda upp en bild av detta fornminne |
| Ölme 30:2                   | Röse                             |              | Ölme, Värmland      |       | 59.333141, 13.932964 | 10220700300002 | Ladda upp en bild av detta fornminne |
| Ölme 30:3                   | Röse                             |              | Ölme, Värmland      |       | 59.333247, 13.932853 | 10220700300003 | Ladda upp en bild av detta fornminne |
| Ölme 30:4                   | Stensättning                     |              | Ölme, Värmland      |       | 59.333281, 13.932693 | 10220700300004 | Ladda upp en bild av detta fornminne |
| Ölme 31:1                   | Röse                             |              | Ölme, Värmland      |       | 59.333377, 13.929384 | 10220700310001 | Ladda upp en bild av detta fornminne |
| Ölme 33:1                   | Röse                             |              | Ölme, Värmland      |       | 59.333757, 13.909715 | 10220700330001 | Ladda upp en bild av detta fornminne |
| Ölme 34:1                   | Röse                             |              | Ölme, Värmland      |       | 59.338932, 13.909339 | 10220700340001 | Ladda upp en bild av detta fornminne |
| Ölme 35:1                   | Röse                             |              | Ölme, Värmland      |       | 59.332469, 13.905763 | 10220700350001 | Ladda upp en bild av detta fornminne |
| Ölme 36:1                   | Stensättning                     |              | Ölme, Värmland      |       | 59.331192, 13.909964 | 10220700360001 | Ladda upp en bild av detta fornminne |
| Ölme 38:1                   | Stensättning                     |              | Ölme, Värmland      |       | 59.324470, 13.981497 | 10220700380001 | Ladda upp en bild av detta fornminne |
| Ölme 39:1                   | Röse                             |              | Ölme, Värmland      |       | 59.413795, 13.927771 | 10220700390001 | Ladda upp en bild av detta fornminne |
| Ölme 40:1                   | Stensättning                     |              | Ölme, Värmland      |       | 59.414316, 13.927143 | 10220700400001 | Ladda upp en bild av detta fornminne |
| Ölme 41:1                   | Stensättning                     |              | Ölme, Värmland      |       | 59.417084, 13.934248 | 10220700410001 | Ladda upp en bild av detta fornminne |
| Ölme 42:1                   | Röse                             |              | Ölme, Värmland      |       | 59.417255, 13.933604 | 10220700420001 | Ladda upp en bild av detta fornminne |
| Ölme 43:1                   | Röse                             |              | Ölme, Värmland      |       | 59.418105, 13.934050 | 10220700430001 | Ladda upp en bild av detta fornminne |
| Ölme 45:1                   | Gravfält                         |              | Ölme, Värmland      |       | 59.357140, 13.999587 | 10220700450001 | Ladda upp en bild av detta fornminne |
| Ölme 46:1                   | Gravfält                         |              | Ölme, Värmland      |       | 59.356386, 13.997773 | 10220700460001 | Ladda upp en bild av detta fornminne |
| Ölme 48:1                   | Stensättning                     |              | Ölme, Värmland      |       | 59.312695, 14.007084 | 10220700480001 | Ladda upp en bild av detta fornminne |
| Ölme 49:1                   | Stensättning                     |              | Ölme, Värmland      |       | 59.320463, 14.004566 | 10220700490001 | Ladda upp en bild av detta fornminne |
| Ölme 51:1                   | Röse                             |              | Ölme, Värmland      |       | 59.307014, 14.013161 | 10220700510001 | Ladda upp en bild av detta fornminne |
| Ölme 51:2                   | Röse                             |              | Ölme, Värmland      |       | 59.306784, 14.013366 | 10220700510002 | Ladda upp en bild av detta fornminne |
| Saxholmen (Ölme 55:1)       | Borg                             | 1200-talet   | Ölme, Värmland      |       | 59.312471, 13.990034 | 10220700550001 | Ladda upp en bild av detta fornminne |
| Ölme 57:1                   | Gravfält                         |              | Ölme, Värmland      |       | 59.381616, 14.011529 | 10220700570001 | Ladda upp en bild av detta fornminne |
| Ölme 58:1                   | Gravfält                         |              | Ölme, Värmland      |       | 59.359969, 13.991666 | 10220700580001 | Ladda upp en bild av detta fornminne |
| Ölme 67:1                   | Stensättning                     |              | Ölme, Värmland      |       | 59.315017, 14.009455 | 10220700670001 | Ladda upp en bild av detta fornminne |
| Ölme 68:1                   | Ristning, medeltid/historisk tid |              | Ölme, Värmland      |       | 59.346784, 13.975255 | 10220700680001 | Ladda upp en bild av detta fornminne |
| Ölme 72:1                   | Stensättning                     |              | Ölme, Värmland      |       | 59.324706, 13.885303 | 10220700720001 | Ladda upp en bild av detta fornminne |
| Ölme 72:2                   | Stensättning                     |              | Ölme, Värmland      |       | 59.324553, 13.884964 | 10220700720002 | Ladda upp en bild av detta fornminne |
| Ölme 87:1                   | Gravfält                         |              | Ölme, Värmland      |       | 59.360262, 13.995866 | 10220700870001 | Ladda upp en bild av detta fornminne |
| Ölme 88:1                   | Stensättning                     |              | Ölme, Värmland      |       | 59.356641, 13.995035 | 10220700880001 | Ladda upp en bild av detta fornminne |
| Ölme 101:1                  | Stensättning                     |              | Ölme, Värmland      |       | 59.361629, 13.908827 | 10220701010001 | Ladda upp en bild av detta fornminne |
| Ölme 104:1                  | Stensättning                     |              | Ölme, Värmland      |       | 59.369971, 13.892054 | 10220701040001 | Ladda upp en bild av detta fornminne |
| Ölme 112:1                  | Stensättning                     |              | Ölme, Värmland      |       | 59.334297, 13.925273 | 10220701120001 | Ladda upp en bild av detta fornminne |
| Ölme 121:1                  | Stensättning                     |              | Ölme, Värmland      |       | 59.375007, 13.884029 | 10220701210001 | Ladda upp en bild av detta fornminne |
| Ölme 155:1                  | Stensättning                     |              | Ölme, Värmland      |       | 59.407298, 13.949353 | 10220701550001 | Ladda upp en bild av detta fornminne |
| Ölme 166:1                  | Stensättning                     |              | Ölme, Värmland      |       | 59.392700, 14.000018 | 10220701660001 | Ladda upp en bild av detta fornminne |
| Ölme 166:2                  | Stensättning                     |              | Ölme, Värmland      |       | 59.392728, 14.000249 | 10220701660002 | Ladda upp en bild av detta fornminne |
| Ölme 207:1                  | Stensättning                     |              | Ölme, Värmland      |       | 59.316195, 13.979715 | 10220702070001 | Ladda upp en bild av detta fornminne |
| Kristinehamn 2:1            | Röse                             |              | Ölme, Värmland      |       | 59.305655, 14.018027 | 10215500020001 | Ladda upp en bild av detta fornminne |
| Kristinehamn 2:2            | Röse                             |              | Ölme, Värmland      |       | 59.305455, 14.018038 | 10215500020002 | Ladda upp en bild av detta fornminne |
| Kristinehamn 64:1           | Stensättning                     |              | Ölme, Värmland      |       | 59.304766, 14.027316 | 10215500640001 | Ladda upp en bild av detta fornminne |
| Kristinehamn 64:2           | Stensättning                     |              | Ölme, Värmland      |       | 59.304701, 14.027136 | 10215500640002 | Ladda upp en bild av detta fornminne |
| Kristinehamn 64:3           | Stensättning                     |              | Ölme, Värmland      |       | 59.304604, 14.027247 | 10215500640003 | Ladda upp en bild av detta fornminne |
| Kristinehamn 64:4           | Stensättning                     |              | Ölme, Värmland      |       | 59.304685, 14.027412 | 10215500640004 | Ladda upp en bild av detta fornminne |